# Rivolta di giugno in Lituania
Con rivolta di giugno (in lituano: birželio sukilimas) si fa riferimento ad un breve periodo nella storia della Lituania tra la prima occupazione sovietica e l'occupazione nazista alla fine di giugno 1941. Circa un anno prima, il 15 giugno 1940, l'Armata Rossa invase la Lituania, la quale fu trasformata nella Repubblica Socialista Sovietica Lituana. La repressione politica e il terrore furono usati per mettere a tacere i dissidenti e reprimere qualsiasi resistenza. Quando la Germania nazista attaccò l'Unione Sovietica il 22 giugno 1941, gruppi misti della popolazione lituana si ribellarono ai russi, dichiararono la restaurazione dell'indipendenza e alcuni di essi allestirono un governo provvisorio che però ebbe vita breve. Le due maggiori città lituane, Kaunas e Vilnius, caddero nelle mani dei ribelli prima dell'arrivo della Wehrmacht. Nel giro una settimana, l'esercito tedesco assunse il controllo dell'intera nazione. I lituani accolsero i tedeschi come liberatori dal repressivo dominio sovietico e perché speravano che sarebbe stato allora possibile tornare ad essere indipendenti o quanto meno titolari di uno status giuridico particolare (come nel caso della Repubblica Slovacca). I nazisti avevano tutt'altre intenzioni e in breve rimpiazzarono le istituzioni lituane con delle proprie, dando luogo al Reichskommissariat Ostland negli ultimi giorni del luglio 1941. Privato di qualsiasi potere effettivo, il governo provvisorio si sciolse il 5 agosto.

## Contesto storico e preparativi
Nel 1918, la Lituania ottenne l'indipendenza dopo la prima guerra mondiale e la rivoluzione russa anche grazie alle guerre di indipendenza lituane. Ben prima dello scoppio della seconda guerra mondiale, la Lituania dichiarò apertamente la propria neutralità attraverso il suo Seimas. Tuttavia, quando la situazione geopolitica nella regione iniziò a cambiare, la Lituania fu costretta ad accettare i diktat dei paesi vicini. Il 17 marzo 1938, la Polonia emise un ultimatum che permettesse di ripristinare le relazioni diplomatiche interrotte per circa venti anni a causa della questione relativa alla Lituania Centrale. Sebbene riaprire le relazioni avrebbe praticamente significato rassegnarsi a consegnare la regione di Vilnius alla Polonia, la Lituania accettò l'ultimatum. Il 20 marzo 1939, la Lituania ricevette un altro ultimatum, stavolta dalla Germania nazista. Nella richiesta presentata si intimava la cessione della regione di Klaipėda al Terzo Reich. Accettate le condizioni poste dai teutonici, va detto che la reputazione del presidente Antanas Smetona ne risentì pesantemente. Klaipėda era il principale porto del Paese e un centro economico fondamentale (rappresentava addirittura l'1/3 dei commerci totali).
Due giorni dopo, senza che fosse stato possibile trovare una via d'uscita, il governo lituano firmò l'accordo.
Immediatamente dopo l'inizio della seconda guerra mondiale, il 2 settembre 1939, il consolato lituano riaprì le sue porte a Vilnius, tornata in mano ai baltici: fu il primo al mondo a concedere il visto per la vita agli ebrei e a salvare anche molti rifugiati di guerra polacchi. Alcuni dei primi sfuggirono al futuro Olocausto proprio in virtù di questo beneficio. Nel 1934 la Lituania inviò una nota ufficiale alla Germania nazista avvertendola di non emanare provvedimenti che fossero rivolti agli ebrei lituani, in quanto cittadini della Lituania.

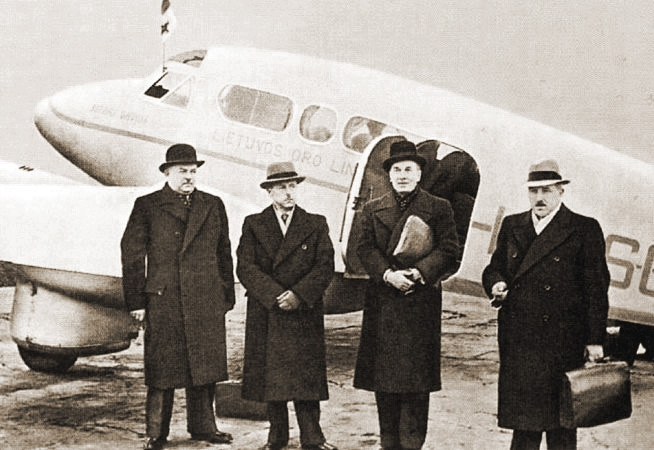
Scatto che immortala la delegazione lituana prima di volare per Mosca, dove fu in seguito obbligata per ragioni politiche a firmare il trattato di mutua assistenza sovietico-lituano

Pure un altro grande vicino, l'Unione Sovietica, mirava ad occupare il Paese baltico. Il 7 ottobre 1939 una delegazione lituana volò a Mosca e fu costretta a sottoscrivere un trattato di mutua assistenza per evitare conseguenze peggiori. In virtù del documento, ai russi fu permesso di installare cinque basi militari sovietiche presidiate da un totale di 20 000 truppe: in cambio, alla Lituania fu restituita la capitale storica della Lituania Vilnius e il circondario. Stando a quanto asserirono il ministro lituano della difesa nazionale Kazys Musteikis e il ministro lituano degli affari esteri Juozas Urbšys, entrambi si dimostrarono inizialmente reticenti e rifiutarono di riacquisire la regione di Vilnius e tollerare la presenza delle guarnigioni russe. Fu un nervoso Stalin a rispondere che "Non importa se accetterete di riprendere Vilnius o meno, le guarnigioni russe faranno comunque il loro ingresso in Lituania". Il leader sovietico procedette ad informare anche Juozas Urbšys, un altro delegato, sui protocolli segreti sovietico-tedeschi e sulla ripartizione dell'Europa centrale ed orientale per sfere di influenza. Due delle basi militari per cui fu prevista la presenza di migliaia di soldati sovietici furono stabilite vicino a Kaunas, a Prienai e Gaižiūnai. Quest'ultima ospitò anche degli aerei, come avvenne per l'installazione situata ad Alytus. Nonostante fosse stata ripresa l'agognata capitale storica, la presidenza e il governo rimasero a Kaunas, città da cui l'esecutivo operava da circa venti anni.

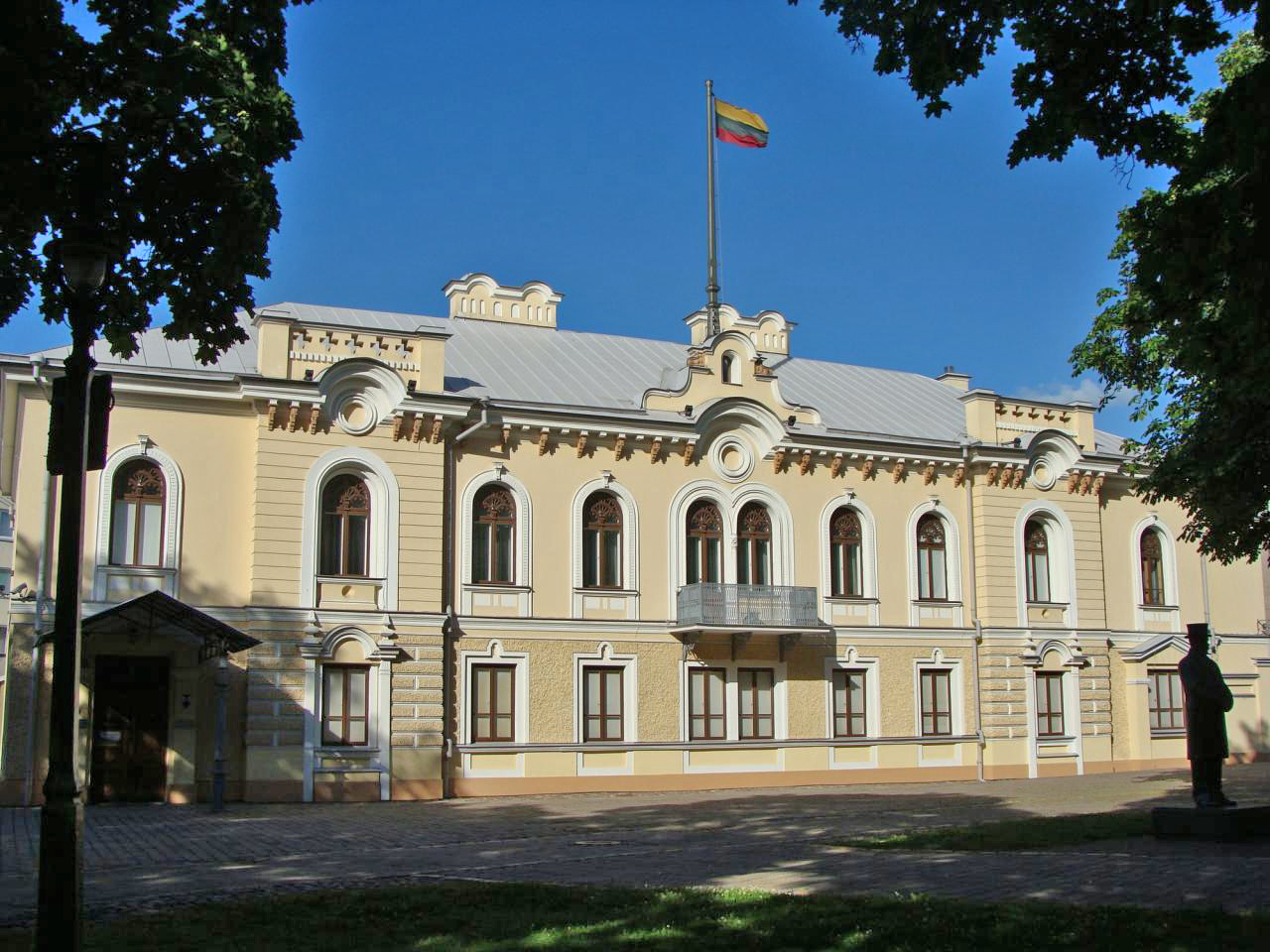
Il palazzo presidenziale di Kaunas, dove si svolse l'ultima riunione del governo indipendente della Lituania nella notte del 14 giugno 1940. La successiva avverrà solo nel 1991 a Vilnius, quando la Lituania ridivenne uno Stato sovrano

Il passo successivo compiuto dall'URSS fu accusare la nazione vicina del presunto rapimento due soldati dell'Armata Rossa di stanza in Lituania. Alla negazione da parte dei lituani dell'accaduto, la situazione degenerò. 300 soldati lituani furono arrestati dai russi: tutte le accuse rivolte si riveleranno false. Il 14 giugno 1940, l'URSS lanciò un ultimatum alla Lituania con cui chiedeva nuove elezioni e la facoltà per le unità dell'Armata Rossa di entrare nel territorio lituano in maniera libera: è facile intuire che una simile richiesta equivaleva alla pretesa di poter occupare il paese. Poco prima della mezzanotte del 14 giugno 1940, si tenne l'ultimo incontro del governo lituano nel palazzo presidenziale di Kaunas. Argomento della discussione fu inevitabilmente la richiesta sovietica. Il presidente Antanas Smetona rifiutò categoricamente di accettare la maggior parte delle condizioni poste, sostenne la formazione di una resistenza militare e la sua decisione fu sostenuta anche dai ministri Kazys Musteikis, Konstantinas Šakenis, Kazimieras Jokantas. Tuttavia, il comandante delle forze armate Vincas Vitkauskas, i generali Stasys Raštikis, Kazys Bizauskas e Antanas Merkys e la maggior parte dei membri del governo lituano decisero che sarebbe stato impossibile allestire una barriera adeguata, soprattutto perché tanti soldati sovietici erano già presenti sul territorio: alla fine, si decise di accettare l'ultimatum. In quella notte, le forze sovietiche giustiziarono la guardia di frontiera lituana Aleksandras Barauskas vicino al confine con la RSS Bielorussa. Il mattino seguente il governo lituano si dimise; il presidente fuggì dal paese per evitare di divenire la guida di uno Stato fantoccio con la speranza di formare un governo in esilio. In tempi rapidi l'Armata Rossa riuscì ad ammassare in Lituania giungendo dalla Bielorussia oltre 200 000 uomini e ad acquisire possesso degli insediamenti più importanti, tra cui Kaunas che, come detto, era la capitale di allora. Alle forze armate lituane fu ordinato di non ingaggiare e l'aeronautica lituana non permise il volo di nessuna unità. All'epoca, le forze armate lituane contavano 26 084 soldati (di cui 1 728 ufficiali) e 2 031 dipendenti pubblici. L'Unione dei fucilieri lituani, subordinata al comandante delle forze armate di terra, era composta da oltre 62 000 membri, di cui circa il 70% erano agricoltori e braccianti.
Dopo l'occupazione, i sovietici avviarono azioni repressive contro gli alti funzionari dello stato. I primi due ai quali fu recapitato il diktat del 14 giugno erano stati il ministro degli interni Kazys Skučas e il direttore del dipartimento di sicurezza dello stato della Lituania Augustinas Povilaitis, entrambi trasportati a Mosca dove saranno in seguito giustiziati. Anche altri personaggi di spicco come Antanas Gustaitis, Kazys Bizauskas, Vytautas Petrulis, Kazimieras Jokantas, Jonas Masiliūnas, Antanas Tamošaitis dovettero affrontare il destino dell'esecuzione, mentre il presidente Aleksandras Stulginskis, Juozas Urbšys, Leonas Bistras, Antanas Merkysys, Petras Klimas, Donatas Malinauskas e migliaia di altri lituani furono deportati. Stasys Raštikis, convinto da sua moglie, attraversò in gran segreto il confine tedesco. Dopo averlo scoperto, l'NKVD assunse provvedimenti restrittivi contro la famiglia di Raštikis. Sua moglie fu separata dalla loro figlia di 1 anno e interrogata nella prigione di Kaunas, e suo padre Bernardas Raštikis, le tre figlie, i due fratelli e le due sorelle deportati in Siberia. Soldati, ufficiali, alti ufficiali e generali dell'esercito lituano e membri del corpo dei fucilieri, che erano visti come una minaccia per gli occupanti, furono rapidamente arrestati, interrogati e poi rilasciati solo per essere condotti in carceri di massima sicurezza o giustiziati: l'intento era quello di evitare che si costituissero forze partigiane locali guidate da militari esperti o che avessero quantomeno ricevuto un addestramento. L'esercito stesso fu prima ribattezzato in Esercito popolare lituano e poi inglobato nel 29º Corpo di fucilieri dell'Unione Sovietica.

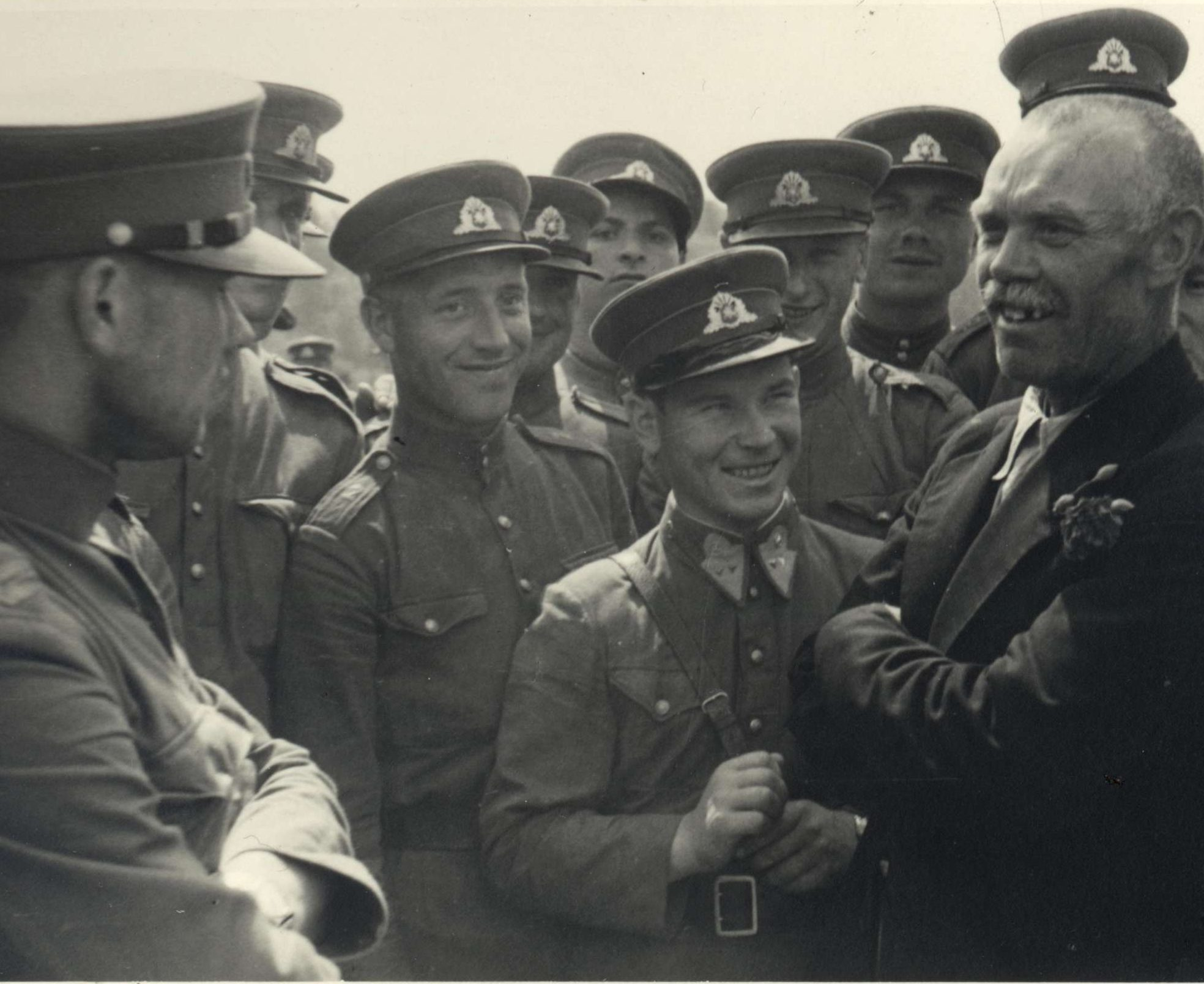
Il capo politico sovietico (senza spallacci militari) e il capo fantoccio del Seimas del popolo (con una rosa rossa nel bavero della giacca) annuncia agli ufficiali non commissionati dell'esercito popolare lituano che "presto sarebbero diventati membri dell'Armata Rossa" a Kaunas, 1940

La sovietizzazione fu un altro dei progetti avviati dai russi sin dal principio. Il nuovo regime vietò l'opposizione politica, la stampa affiliata ad essa e alcune organizzazioni che perseguivano fini di carattere religioso, politico e culturale. I rapporti diplomatici con i paesi stranieri furono limitati. Il 17 giugno 1940 fu formato il governo del popolo della Lituania, composto da deputati del Partito Comunista. Al fine di rendere più apparentemente legittima l'attività del governo e l'"adesione della Lituania all'URSS", il 14 luglio furono fissate le elezioni. Vi sarebbero state solo altre 5 consultazioni elettorali in Lituania fino all'ottobre del 1992. I risultati, palesemente truccati, videro vincitore l'Unione popolare laburista lituana e Justas Paleckis fu nominato Primo Ministro e Presidente della Lituania. Il nuovo governo aderì alla proposta degli occupanti di "chiedere" alle autorità sovietiche di far ammettere la Lituania all'Unione Sovietica. Il Paese baltico dovette andare inoltre incontro all'attuazione di politiche quali la nazionalizzazione, gli arresti di massa di attivisti dissidenti e di altri catalogati come "nemici del popolo". La collettivizzazione fu rimandata ad una fase successiva in virtù del fatto che la popolazione lituana era principalmente dedita all'agricoltura. La situazione economica peggiorò costantemente peggiorata e il tenore di vita diminuì. Ad un anno di distanza, appena una settimana prima della rivolta, circa 17 000 lituani (principalmente l'intellighenzia) furono coattivamente spostati con le loro intere famiglie e deportati in Siberia, dove molti morirono a causa delle precarie condizioni di vita. Questo evento in particolare scatenò nei cittadini baltici un profondo senso di rigetto delle politiche comuniste e, più avanti, permetterà di comprendere come essi accolsero in maniera benevola l'esercito tedesco. Le persone sfuggite alle deportazioni o agli arresti si organizzarono spontaneamente in gruppi armati, nascondendosi nelle foreste e attendendo speranzosi in una sommossa su vasta scala.
L'obiettivo finale del Fronte attivista lituano (LAF), costituito nell'autunno del 1940, era ristabilire l'indipendenza della Lituania. Comandato da Kazys Škirpa che si trovava a Berlino, il LAF cercò di coalizzare la resistenza lituana e di organizzare e acquisire le risorse necessarie per la rivolta pianificata contro i sovietici. Esso funse dunque da organizzazione ombrello e molti gruppi si riconobbero nel LAF pur non avendo legami con Škirpa. Il quartier generale politico-militare fu posto a Vilnius e il QG organizzativo a Kaunas. La comunicazione e il coordinamento tra Berlino, Kaunas e Vilnius risultarono piuttosto scarsi. La base operativa di Vilnius accusò in maniera significativa gli arresti sovietici, specialmente all'inizio di giugno 1941, e perse gran parte della sua rilevanza se non tutta. La maggior parte degli attivisti arrestati fu giustiziata nel dicembre 1941 in Russia.
Nel marzo 1941, il LAF di Berlino pubblicò un memorandum intitolato Brangūs vergaujantieji broliai (Cari fratelli schiavi) che conteneva le istruzioni su come prepararsi alla guerra tra la Germania nazista e l'Unione Sovietica. Ai ribelli fu chiesto di assicurarsi il controllo di presidi strategici (prigioni, ferrovie, ponti, centri di comunicazione, industrie, ecc.), proteggendoli da potenziali sabotaggi da parte dell'Armata Rossa in ritirata, mentre la sede centrale avrebbe organizzato un governo provvisorio che avrebbe avuto il compito, tra gli altri, di proclamare l'indipendenza. In aprile fu ultimato un elenco dei membri del governo provvisorio. La carica di primo ministro fu riservata a Škirpa: quattro ministri erano in quel momento a Vilnius, sei a Kaunas e uno si trovava a Berlino. I membri appartenevano a diversi gruppi di partiti politici prebellici e, come tali, erano convinti di rappresentare la maggioranza degli orientamenti politici del popolo lituano. Le operazioni di costituzione tuttavia non furono agevoli: secondo alcune ricostruzioni storiografiche, pare infatti che non tutti i ministri designati fossero a conoscenza della loro nomina nel governo provvisorio. Il 14 giugno, le autorità naziste impedirono a Škirpa e ai suoi attivisti di formare un esecutivo o di fare dichiarazioni pubbliche senza la loro previa approvazione. Škirpa, pur essendo d'accordo, aveva ben poco controllo pratico sugli attivisti nella Lituania.

## Insurrezione di giugno

### Avanzata tedesca e ritirata sovietica

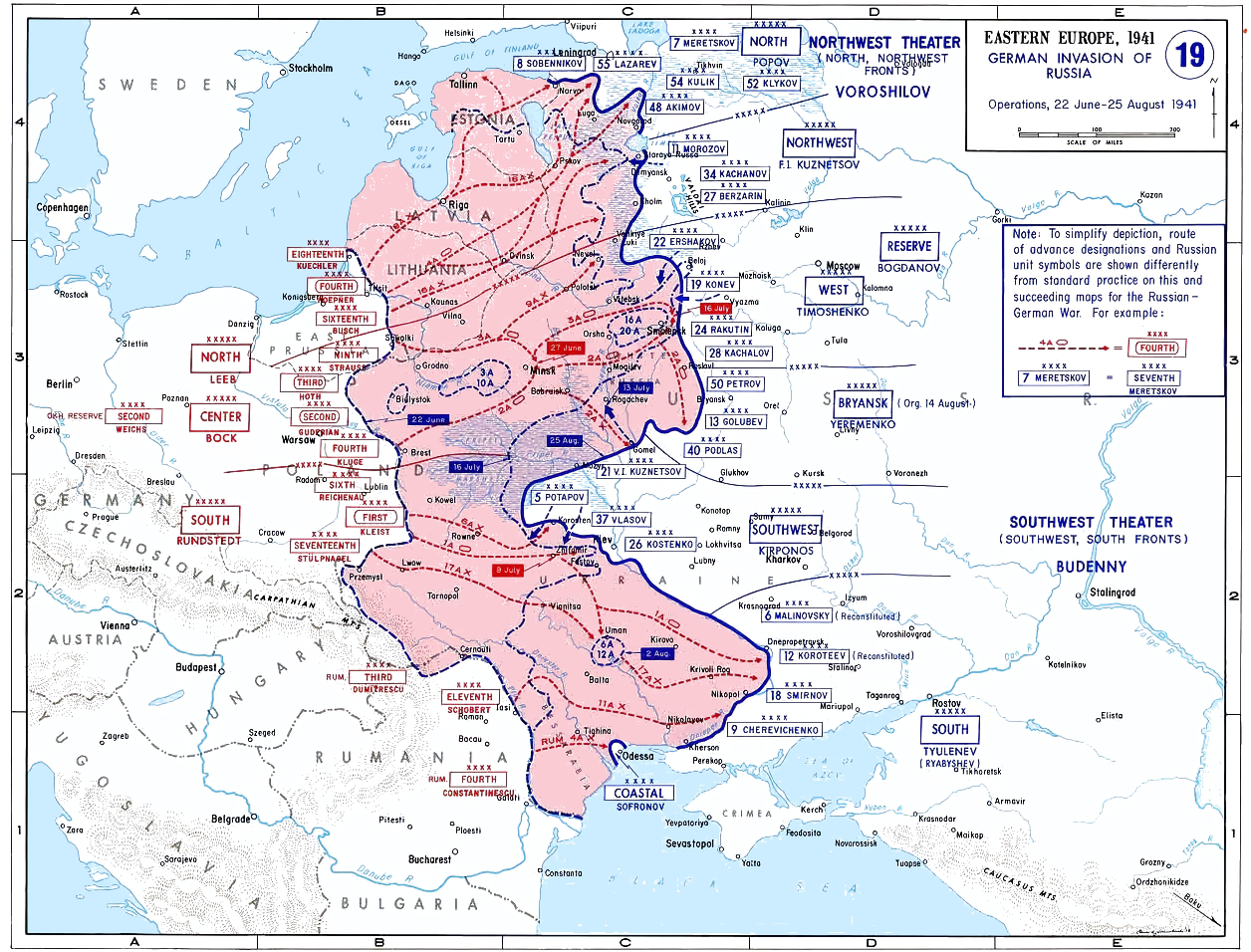
Avanzata tedesca da giugno ad agosto 1941

Alle 3:15 del 22 giugno, il territorio della RSS Lituana fu occupato da due gruppi dell'esercito tedesco che avanzavano: l'Heeresgruppe Nord, che occupò la Lituania occidentale e settentrionale, e l'Heeresgruppe Mitte, che occupò la maggior parte della regione di Vilnius. I tedeschi ammassarono circa 40 divisioni, 700 000 truppe, 1 500 carri armati e 1 200 aerei per l'attacco. I sovietici avevano circa 25 divisioni, 400 000 truppe, 1 500 carri armati e 1 344 aerei nel Distretto militare baltico. 7 gruppi di fucilieri e 6 divisioni motorizzate dell'ottava e undicesima Armata erano situati nel territorio lituano.
I primi attacchi furono effettuati dalla Luftwaffe contro aeroporti, campi di aviazione e città lituane (Kėdainiai, Raseiniai, Karmėlava, Panevėžys, Jurbarkas, Ukmergė, Šiauliai e altri). I bombardamenti causarono la morte di circa 4 000 civili. La maggior parte degli aerei sovietici fu distrutta ancor prima di volare (solo 322 furono abbattuti in volo a fronte dei 1 489 distrutti a terra). I nazisti avanzarono in modo celere, incontrando solo la sporadica resistenza dei sovietici in alcuni dei centri sopraccitati e presso Kaltinėnai e Šiauliai e l'assistenza dei lituani. Nella battaglia di Raseiniai, i sovietici tentarono di allestire un contrattacco con il supporto dei carri armati. L'assalto iniziò il 23 giugno, ma i sovietici ne uscirono pesantemente sconfitti il 27: la superiorità fu tale da non essere stata necessaria la presenza della Luftwaffe. Nel giro di una settimana, i teutonici avevano acquisito la Lituania al prezzo di 3 362 perdite. Le vittime sovietiche furono pesanti e non note con precisione; le stime indicano tra le 12 e le 15 divisioni perdute. L'Armata Rossa perse anche svariati aerei, carri armati, artiglieria e altre attrezzature belliche.

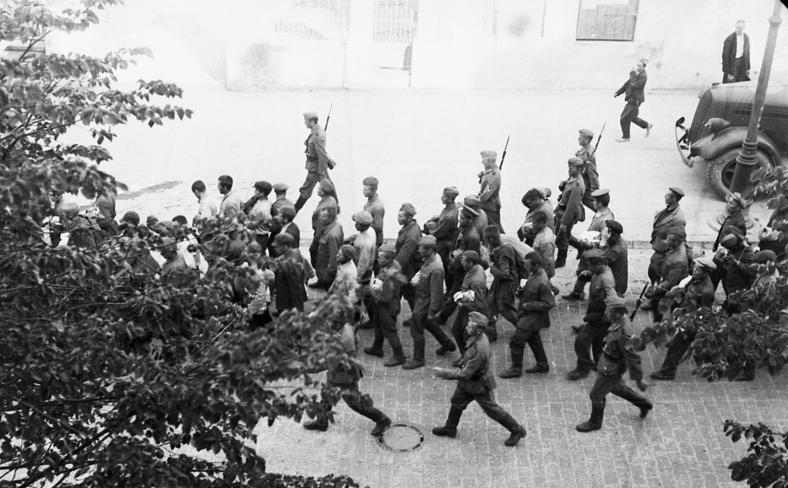
Prigionieri di guerra sovietici scortati dai soldati tedeschi a Vilnius, giugno-luglio 1941

Nonostante l'atteggiamento generalmente amichevole degli abitanti, i tedeschi eseguirono comunque delle esecuzioni punitive. Ad esempio, l'assassinio di 42 civili nel villaggio di Ablinga in rappresaglia alle morti tedesche. Dopo che due guardie tedesche ad Alytus furono aggrediti da combattenti ignoti, i nazisti fucilarono 42 ribelli lituani. Il terrore ad Alytus fu perpetrato fino al giorno successivo: i tedeschi selezionarono uomini, di età compresa tra 15 e 50 anni, e li uccisero in gruppi di 20-25. Ulteriori atrocità furono compiute dall'Armata Rossa in ritirata. Circa 4 000 prigionieri politici e criminali, arrestati durante la prima occupazione sovietica, furono coattivamente trasportati in Russia. L'NKVD pianificò massacri di prigionieri a Rainiai, Pravieniškės e Panevėžys. Il numero di uccisioni di massa compiute in insediamenti differenti nel Paese baltico ammonta a 40. Molti altri furono uccisi mentre viaggiavano verso le prigioni sovietiche. Il più grande di questi massacri ebbe luogo vicino a Čėrven', nell'attuale Bielorussia. Un elenco delle vittime dell'NKVD in Lituania, compilato durante l'occupazione nazista, comprende 769 persone che non parteciparono all'insurrezione.

### Sommosse lituane

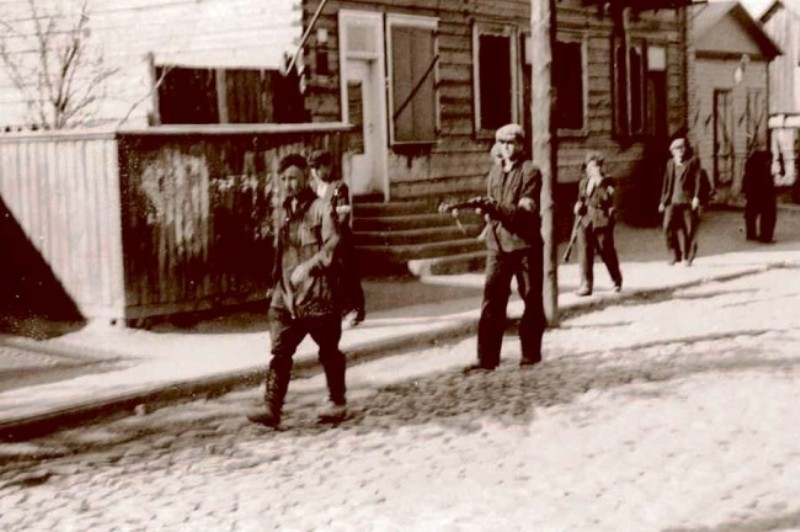
Gli attivisti del LAF conducono il commissario arrestato dell'Armata Rossa a Kaunas

#### A Kaunas
Dopo l'occupazione, il servizio diplomatico lituano non riconobbe l'autorità degli occupanti e avviò una campagna di liberazione diplomatica della Lituania. Nel 1941, le menti di Kazys Škirpa, Leonas Prapuolenis, Juozas Ambrazevičius e i loro sostenitori, tra cui l'ex comandante del generale dell'esercito lituano Stasys Raštikis, cominciarono a considerare l'idea di pianificare un'insurrezione.
La rivolta scoppiò nella prima mattinata del 22 giugno 1941, il primo giorno in cui si scontrarono russi e tedeschi. Le forze principali del LAF erano concentrate a Kaunas. Alle 10 di mattina il Fronte Attivista Lituano tenne una riunione a Žaliakalnis, per chiarire e ripartire i ruoli. Fu deciso che l'obiettivo principale non era combattere i russi, ma salvaguardare la capitale dall'interno (proteggendo organizzazioni, istituzioni, imprese) e poi dichiarare l'indipendenza. Prima della sera del 22 giugno, i lituani avevano occupato il palazzo presidenziale, l'ufficio postale, il telefono e il telegrafo, la stazione radio e il radiofono. Il controllo del telefono consentì ai lituani di scollegare tutti i numeri comunisti noti e di comunicare senza dover ricorrere a messaggi cifrati o codici. La stazione radio fu sabotata dai russi, per cui si dovette procedere a lavori di riparazione durante la notte fra il 22 e il 23 giugno. I pezzi di ricambio furono consegnati da studenti di medicina i quali erano alla guida di un'ambulanza. Nonostante i timori sull'inadeguatezza delle forze lituane a guardia della radio, la mattina del 23 giugno, Leonas Prapuolenis lesse e pronunciò la dichiarazione di indipendenza lituana e l'elenco dei membri del governo provvisorio. La trasmissione fu ripetuta in fasce orarie differenti in lingua lituana, tedesca e francese. Alle 9.28 Tautiška giesmė, l'inno nazionale della Lituania, fu riprodotto in radio a Kaunas. Molte persone affermarono di averlo ascoltato con grande commozione. Molte divisioni dell'Armata Rossa di stanza nel territorio della Lituania, tra cui la 1ª divisione NKVD dei fucilieri motorizzati (responsabile delle deportazioni di giugno) e i principali funzionari del governo comunista fantoccio furono costretti a fuggire nella RSS Lettone attraversando il fiume Daugava. Il comandante della 188ª divisione dei fucilieri dell'esercito rosso, Piotr Ivanov, riferì all'11º stato maggiore dell'esercito che durante la ritirata della sua divisione attraverso Kaunas "i controrivoluzionari locali hanno aperto il fuoco intenzionalmente dalle postazioni e hanno ferito in maniera grave diversi uomini dell'Armata Rossa. Le perdite subite sono state molte pesanti in termini di uomini e attrezzature militari".

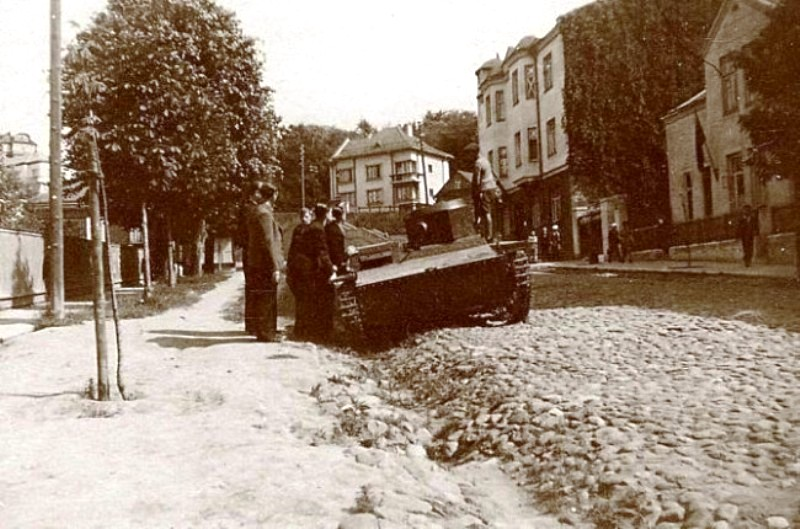
Gli attivisti del LAF ispezionano un carro armato T-38 privato dell'Armata Rossa a Kaunas

La mattina del 23 giugno 1941, i ribelli fecero irruzione negli arsenali sovietici a Šančiai, Panemunė e Vilijampolė. Essendo allora in possesso di armamenti, i lituani si sparpagliarono per tutta Kaunas. Il ponte di Vilijampolė sul fiume Neris fu particolarmente sorvegliato dai ribelli poiché si aspettavano che i tedeschi entrassero in città usando quel passaggio. Quando i lituani vi giunsero, la struttura era già stata minata con degli esplosivi. A guardia di essa vi erano 40 truppe sovietiche e tre veicoli blindati che attendevano il momento giusto per far saltare le cariche. Quando i russi si ritirarono dopo una breve schermaglia con i lituani, Juozas Savulionis corse al centro del viadotto, tagliò i fili ed evitò che fosse fatto saltare in aria. Sulla via del ritorno Savulionis fu sparato e ucciso dal fuoco nemico, diventando così una delle prime vittime della rivolta.
I ponti sul fiume Neman furono oculatamente distrutti dall'Armata Rossa in fuga. Questo costrinse le unità situate in Suvalkija ad aggirare Kaunas e forse per questo i ribelli in città poterono proseguire le proprie proteste. La fabbrica di Metalas divenne il quartier generale dei ribelli di Šančiai, i quali tentarono di impedire ai soldati russi di attraversare il fiume Neman con le barche o di costruire un ponte di barche. Durante questi combattimenti persero la vita circa 100 ribelli, 100 soldati sovietici (inclusi diversi ufficiali) vi furono dei prigionieri, e fu ottenuto un discreto numero di equipaggiamenti (inclusi tre carri armati ma nessuno sapeva come farli funzionare). Altri gruppi nel frattempo si insediarono in stazioni di polizia, negozi, magazzini, tentando di ristabilire l'ordine in città. I ribelli organizzarono in fretta una polizia locale e liberarono circa 2000 prigionieri politici. Fu anche avviata la produzione di un nuovo quotidiano, l'Į laisvę (Verso la libertà).
Il 24 giugno 1941 le unità di carri armati dell'Armata Rossa site a Jonava ricevettero il compito di riconquistare Kaunas. I ribelli chiesero tramite la radio ausilio ai tedeschi. Le unità furono bombardate dalla Luftwaffe e non raggiunsero la città. Fu la prima azione coordinata lituano-tedesca. I primi ricognitori tedeschi, il luogotenente Flohret e quattro reclute, giunsero a Kaunas il 24 giugno. Il giorno seguente le forze principali marciarono in città senza ostruzione e quasi in parata. Il 26 giugno, il comando militare tedesco ordinò di sciogliere e disarmare i gruppi ribelli. Due giorni dopo anche le guardie e le pattuglie lituane furono sollevate dai loro doveri.
Secondo una valutazione eseguita dai manifestanti stessi, si potevano stimare circa 6 000 ribelli, raggruppatisi spontaneamente in 26 gruppi a Kaunas. Le folle più numerose contavano tra 200 e 250 uomini. Il totale delle vittime lituane a Kaunas è stimato in 200 morti e 150 feriti.

#### A Vilnius
(Magg. Vytautas Bulvičius, leader del Fronte attivista lituano a Vilnius, ultimo discorso al Tribunale del distretto militare di Mosca prima di essere condannato alla fucilazione. Nonostante i lunghi interrogatori e i soprusi perpetrati nella prigione di Nižnij Novgorod da parte dell'NKVD, Bulvičius non tradì i suoi commilitoni e l'NKVD apprese molto più tardi dell'esistenza della LAF di Vilnius. Nel 1997, Bulvičius fu insignito postumo della Gran Croce dell'Ordine della Croce di Vytis.)
A Vilnius, la LAF fu smantellata dagli arresti sovietici poco prima della guerra e i lituani costituivano solo una piccola minoranza della popolazione della città. Pertanto, la rivolta fu di dimensioni minori e iniziò il 23 giugno. I ribelli presero il controllo dell'ufficio postale, della stazione radio e di altre istituzioni e issarono la bandiera nazionale sulla Torre di Gediminas. Fu abbastanza facile assumere il controllo di Vilnius poiché la maggior parte delle unità dell'Armata Rossa si trovava fuori città e si stava dirigendo ad Utena per poi ripiegare ancora il 26 giugno verso Daugavpils. Le prime unità tedesche entrarono nella capitale odierna il 24. La 7a Panzer-Division, comandata da Hans von Funck, si aspettava una folta resistenza a Vilnius e aveva pianificato di bombardare la città.
C'erano circa 7 000–8 000 lituani nel 29º Corpo fucilieri, formato dopo lo scioglimento dell'esercito lituano nel 1940. La maggior parte di essi disertò e si radunò a Vilnius dal 24 giugno. La 184ª divisione fucilieri, dislocata vicino a Varėna, fu una delle prime ad affrontare i tedeschi in avanzata. Approfittando del caos tra gli ufficiali russi, i lituani riuscirono a separarsi dal corpo principale riportando poche perdite e si diressero a Vilnius. Furono solo 745 i soldati della 184ª divisione fucilieri che giunse in Russia. Alla 179ª divisione fucilieri fu ordinato di ritirarsi da Pabradė e Švenčionėliai verso Pskov. Il 27 giugno, la divisione attraversò il confine lituano e i soldati lituani si ammutinarono. Almeno 120 lituani persero la vita in vari scontri mentre tentavano di fuggire. Tra i 1 500 e i 2 000 soldati (su 6 000) della 179ª divisione fucilieri raggiunsero Nevel'. I baltici speravano che questi disertori potessero costituire il nucleo del nuovo esercito lituano; tuttavia, le truppe furono organizzate in battaglioni di polizia e impiegate dai tedeschi per i loro scopi, inclusa la perpetrazione dell'Olocausto.

#### Resto del Paese e panoramica sui dati
Le proteste coinvolsero città, paesi e villaggi di varia dimensione, variando notevolmente perché in alcuni casi si era di fronte a gruppi di ribelli assai circoscritti o che agivano in modo caotico e talaltra i rivoltosi agirono in modo ben organizzato e armati. Alcuni manifestanti si unirono alla rivolta anche se non avevano mai sentito parlare del LAF o della manovra organizzata a Kaunas. Nella maggioranza dei casi i ribelli seguirono le operazioni eseguite a Kaunas e Vilnius: assunzione del controllo delle istituzioni e infrastrutture locali (soprattutto la polizia) e assicurazione di risorse strategiche di vario genere. Furono numerosi gli attivisti sovietici arrestati, a cui seguì immediatamente dopo la liberazione dei prigionieri politici e l'issaggio della bandiera gialla, verde e rossa. La mancanza di armi e munizioni fu avvertita quasi ovunque: per questo, spesso il modo più veloce per ottenerle fu disarmare le truppe sovietiche arresesi. I focolai più attivi si verificarono nei distretti di Švenčionys, Mažeikiai, Panevėžys e Utena. In alcune zone, come Šiauliai, non si ha traccia di sommosse di un qualche spessore. Una volta giunti negli insediamenti, i tedeschi procedettero a smantellare i ribelli. Tuttavia, alcune istituzioni locali (polizia, vari comitati) de facto istituite dai ribelli furono successivamente legalizzate de iure.
In epoca sovietica, i ribelli furono perseguitati e la rivolta fu censurata dai libri di storia. Memorie e studi pubblicati principalmente da lituanoamericani hanno gonfiato il numero totale degli attivisti lituani a 90 000 o 113 000 e le vittime a 2 000 o 6 000. Dopo che la Lituania ha riottenuto l'indipendenza nel 1990 e sono diventati disponibili nuovi documenti, gli storici hanno rivisto le stime a 16 000-20 000 partecipanti attivi e 600 vittime. La maggior parte dei ribelli era formata da giovani di età compresa tra i 18 e i 25 anni. Le perdite russe furono intorno ai 5 000 uomini.

## Indipendenza e governo provvisorio

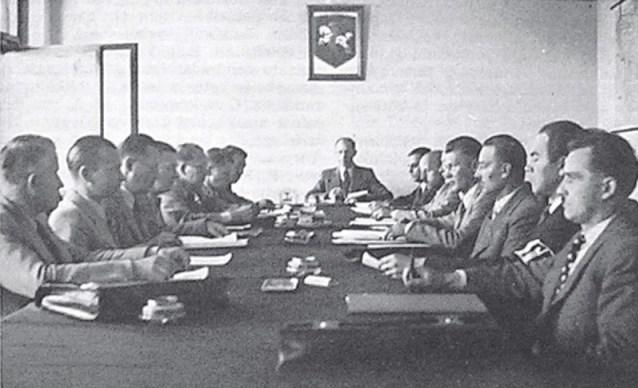
Riunione del Governo Provvisorio della Lituania presieduta da Juozas Ambrazevičius presso Kaunas nel 1941

Il 23 giugno 1941 alle 09:28 Tautiška giesmė, l'inno nazionale della Lituania, fu ascoltato alla radio di Kaunas. Leonas Prapuolenis, membro del LAF, lesse la dichiarazione di indipendenza Atstatoma laisva Lietuva (La Lituania libera è restaurata) che recitava: "La giovane Lituania promette con entusiasmo di far parte dell'organizzazione europea su nuove basi. La nazione lituana, torturata orribilmente dalle parentesi terroristiche del bolscevico, crea il suo futuro sulla base dell'unità etnica e della giustizia sociale". Prapuolenis annunciò i membri del governo provvisorio e chiese anche al popolo di proteggere la proprietà pubblica e privata, ai lavoratori di organizzare la protezione delle industrie, alle istituzioni pubbliche e ai poliziotti di presidiare le proprie aree di competenza preservando l'ordine pubblico generale. Il messaggio fu ritrasmesso più volte in lingua lituana, tedesca e francese.
La prima riunione del governo provvisorio si svolse il 24 giugno. L'attivista del LAF Juozas Ambrazevičius rimpiazzò Kazys Škirpa, agli arresti domiciliari a Berlino, in qualità di Primo Ministro. Il nuovo governo provò ad assumere il pieno controllo del paese, a ristabilire la proclamata indipendenza e ad avviare una campagna di de-sovietizzazione. Durante le sei settimane in cui operò (o meglio, tentò di operare come si dirà) vennero promulgate circa 100 provvedimenti legislativi, alcune preparate in anticipo, riguardanti la de-nazionalizzazione di terreni, imprese e proprietà immobiliari, il ripristino di unità amministrative locali, la formazione di un corpo di polizia e altre questioni. Il governo non aveva potere nella regione di Vilnius, sotto il controllo di un differente Heeresgruppe. Speranzoso di sopravvivere, il governo cooperò pienamente in principio con le autorità naziste.

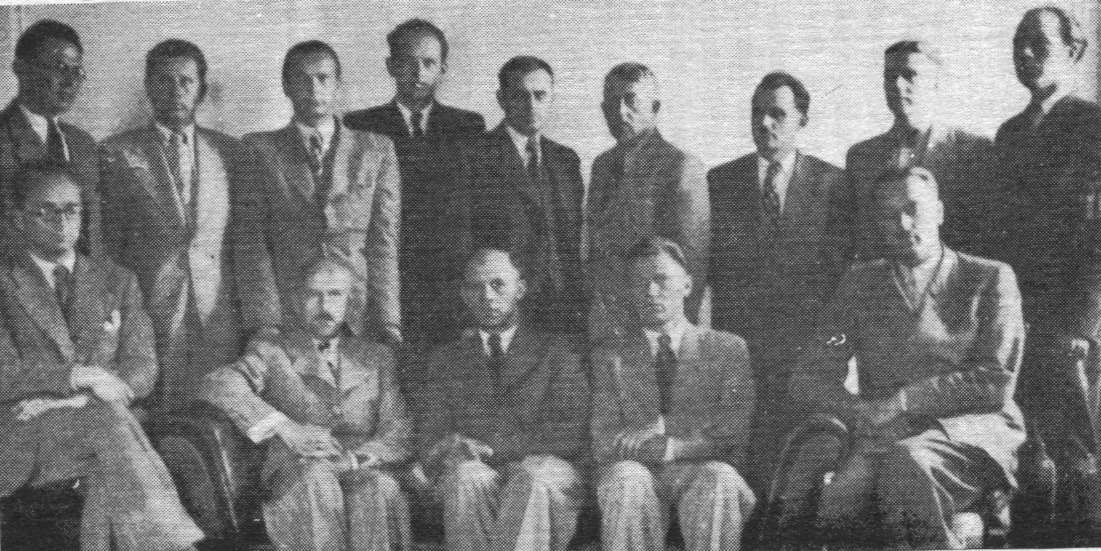
I partecipanti all'ultima sessione del governo provvisorio della Lituania. Si ribellarono alla volontà tedesca di sospendere i poteri del governo lituano

Il governo provvisorio della Lituania si oppose fermamente all'Olocausto compiuto dai nazisti, in quanto il suo obiettivo principale rimaneva proteggere i cittadini e dichiarare l'indipendenza nazionale. Un altro tentativo di salvare la situazione fu effettuato dal ministro lituano nominato per la difesa nazionale Stasys Raštikis (ex comandante dell'esercito lituano): egli incontrò personalmente alcuni generali della Germania nazista per discutere della situazione. Parlando con il comandante che si occupava della regione di Kaunas, Oswald Pohl, e al rappresentante del comando militare Karl von Roques, tentò di difendere i diritti degli ebrei: tuttavia essi risposero che la Gestapo stava gestendo queste situazioni e che dunque non avrebbero potuto aiutare. Inoltre, all'inizio dell'occupazione, il Primo Ministro del governo provvisorio della Lituania Juozas Ambrazevičius convocò un incontro a cui parteciparono i ministri, l'ex presidente Kazys Grinius, al vescovo Vincentas Brizgys e altri esponenti. Durante l'incontro, i nazisti furono condannati per la politica antisemita e fu deciso di aiutare le comunità ebraiche. Nonostante l'entusiasmo, i partecipanti alla riunione erano consapevoli che l'aiuto sarebbe stato molto limitato, poiché già all'inizio dell'occupazione nazista fu annunciato che qualsiasi decisione relativa ai cittadini di etnia ebraica non fosse di competenza delle istituzioni lituane.
I tedeschi non riconobbero la legittimità del nuovo governo, ma non intrapresero alcuna azione per dissolverlo con la forza (a differenza del governo di Stepan Bandera in Ucraina). Inizialmente l'amministrazione militare tedesca tollerò le attività del governo in quanto non tentò di assumere il controllo delle istituzioni civili. Il Reichskommissariat Ostland, amministrazione civile tedesca (Zivilverwaltung) fu istituito il 17 luglio. Anziché ricorrere a minacce, l'Amministrazione Civile preferì rimuovere lentamente poteri del governo (ad esempio, non permise di stampare i suoi decreti sui giornali o di trasmettere annunci radiofonici) e soppiantò le sue istituzioni, costringendo il governo provvisorio a sciogliersi da solo o a diventare un'istituzione fine a se stessa. Dovendo decidere se collaborare per ottenere un riconoscimento e una certa parvenza di autonomia, l'esecutivo scelse di non diventare uno strumento che facilitasse l'occupazione tedesca. Il governo si sciolse su decisione unanime dei suoi rappresentanti il 5 agosto dopo essersi ribellato alle manovre tedesche con cui si intendevano sospendere le funzioni del governo lituano. Subito dopo, i membri dell'ormai ex governo provvisorio si recarono al giardino del Museo Militare di Vitoldo il Grande, dove posarono una corona vicino alla Tomba del Milite Ignoto in presenza di un pubblico numeroso. Sicherheitsdienst confiscò le foto della cerimonia di deposizione della corona poiché pensavano che la pubblicazione di esse avrebbe favorito la proliferazione di movimenti nazionalisti.

## Conseguenze e controversie

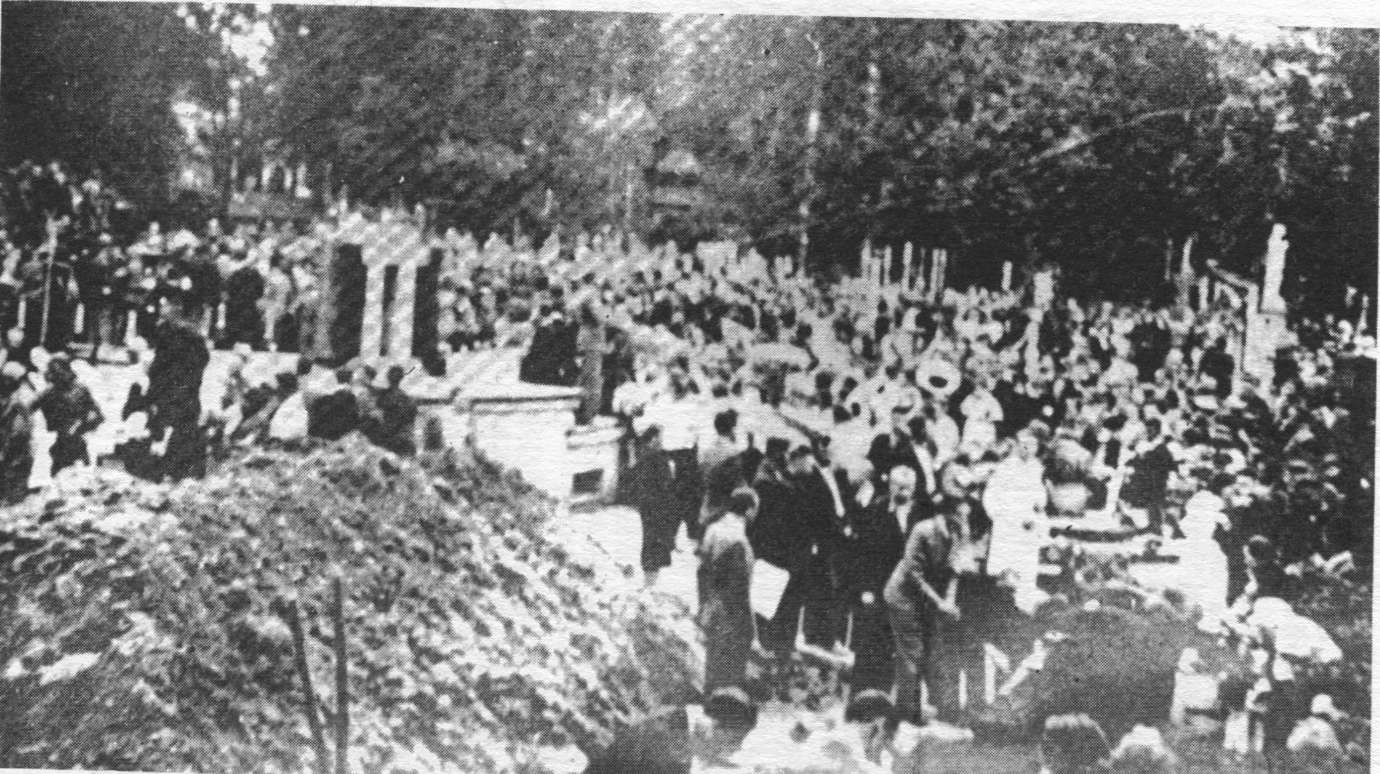
Funerali delle vittime dell'insurrezione di giugno a Kaunas il 26 giugno 1941

La situazione in Lituania continuò a degenerare dopo la scomparsa del governo provvisorio. Il Fronte attivista lituano fu bandito nel settembre 1941 e alcuni dei suoi capi furono deportati nei campi di concentramento. A dicembre fu bandito l'ultimo partito legale della Lituania, il partito nazionalista lituano filo-nazista. Solo un paio di leggi adottate dal governo provvisorio che riguardavano ambiti di nessun interesse immediato per i tedeschi, inclusa l'amministrazione locale e l'istruzione, ebbero effetti in qualche modo duraturi. Il governo formò una catena burocratica locale ben sviluppata il cui personale era lituano. Ciò permise una certa resistenza passiva, poiché gli ordini tedeschi dall'alto potevano essere bloccati nel piccolo. Per esempio, i lituani si opposero alla formazione di una divisione Waffen-SS, alle quote per il lavoro forzato in Germania o alla germanizzazione delle scuole lituane. Assolutamente imprevedibili risultano gli scenari che si sarebbero potuti verificare se i lituani avessero effettuato le proteste prima del 22 giugno.
Nonostante l'impossibilità di proclamare l'indipendenza e gli scarsi risultati che ne seguirono a lungo termine, la rivolta fu un evento storico importante. Come Kazys Škirpa riassunse nelle sue memorie, l'insurrezione dimostrò la determinazione del popolo lituano di aspirare ad un proprio stato indipendente e dissipò il mito che la Lituania aderì volontariamente all'Unione Sovietica nel giugno 1940, come ha sostenuto la Duma russa alla fine del XX secolo. La rivolta favorì altresì i teutonici nel raggiungere più rapidamente la Russia: Pskov fu raggiunta in 17 giorni. Gli eventi del giugno 1941 generarono anche alcune controversie. All'epoca, i diplomatici lituani all'estero, tra cui l'ex presidente Antanas Smetona e Stasys Lozoraitis, utilizzarono parole forti per definire la ribellione, classificata alla stregua di una sommossa "di ispirazione nazista". Può darsi che simili dichiarazioni fossero finalizzate a convincere gli Stati Uniti, la Gran Bretagna e altre potenze occidentali che la Lituania non era alleata dei nazisti. La sua unità militare, i Tautinio Darbo Apsaugos Batalionas, fu presto impiegata dall'Einsatzkommando e dal Rollkommando Hamann nelle esecuzioni di massa degli ebrei lituani nel Settimo forte della fortezza di Kaunas e nel circondario. Sopravvissuti e autori ebrei accusano i membri del LAF, specialmente a Kaunas ma anche in altre città, di abusi indiscriminati e raccapriccianti contro i residenti ebrei, spesso accaduti prima che i nazisti giungessero nella regione: in particolare, si fa riferimento al pogrom di Kaunas.
Nel 1973, il Comitato del Congresso degli Stati Uniti concluse inequivocabilmente che non potesse essere ascritta colpa alcuna al Primo Ministro Juozas Ambrazevičius nell'Olocausto in Lituania. Va altresì detto che nell'estate del 1944 Ambrazevičius partì per la Germania e nel 1948 per gli Stati Uniti, dove curò un quotidiano cattolico, il Darbininkas, e continuò il suo lavoro in seno al Comitato supremo per la liberazione della Lituania in esilio. Realizzò numerosi opuscoli che illustravano i crimini tedeschi e sovietici in Lituania e notizie sulla resistenza lituana: è il caso del "Nel nome del Popolo Lituano" (In the Name of the Lithuanian People del 1946) e dell'"Appello alle Nazioni Unite sul genocidio" (Appeal to the United Nations on Genocide 1951). Nel 1964 ha pubblicato il testo in lingua inglese Alone, all alone sulla resistenza armata lituana. Il Cremlino si oppose attivamente alle sue attività e negli anni '70 divenne argomento di interesse per i media sovietici e per i cacciatori americani di collaboratori nazisti, che lo accusarono di aver cooperato con il Terzo Reich. Per difendersi dalle accuse, lavorò ad un ampio dossier in cui parlò delle attività da lui compiute nel corso della seconda guerra mondiale.
Durante la cerimonia di risepoltura dei resti di Juozas Ambrazevičius del 2012 a Kaunas, il consigliere del Primo Ministro lituano Andrius Kubilius tenne a precisare che un'indagine del 1975 sull'immigrazione negli Stati Uniti non riscontrò prove che Brazaitis fosse coinvolto in attività antisemite o filo-naziste.